# 長谷川徹 (実業家)
長谷川 徹（はせがわ とおる、1962年9月14日 - ）は、日本の実業家、政治プランナー。東亜広告株式会社代表取締役。

## 来歴
兵庫県神戸市灘区出身。1995年（平成7年）に兵庫県議会議員に選出され、1996年（平成8年）には兵庫県議会生活文化部常任委員会副委員長や自民党兵庫県支部連合会選挙対策副委員長を歴任した。
その後政治家育成や政策アドバイスをする神戸政策科学研究所所長、日本維新の会高松総支部幹事長や、株式会社ゴルフビジネスサービス社長兼室長、ワシントン州立エドモンズ大学顧問、株式会社ローレル（三越百貨店不動産部）代表取締役、株式会社ローレル元町ビル代表取締役、株式会社シーアールエス監査役、 2010年解散した株式会社芙蓉（芙蓉グループ）顧問など多数の会社学校の顧問を歴任している。